# CR Vasco da Gama

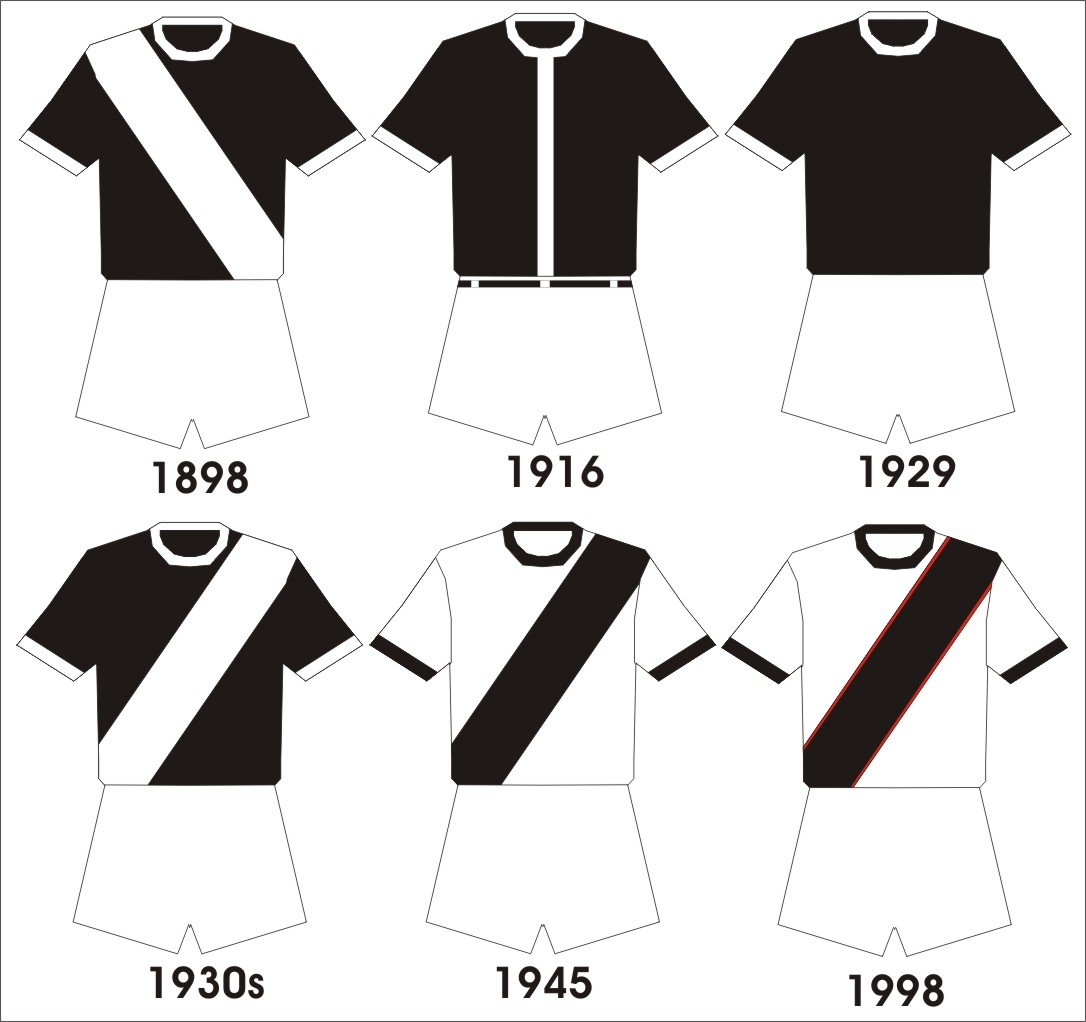
Shirts door de tijd heen

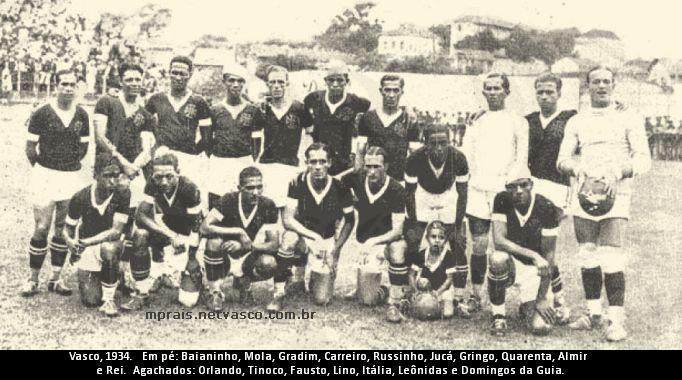
Team van 1934

Club de Regatas Vasco da Gama is een Braziliaanse voetbalclub uit Rio de Janeiro, uitkomend in de Campeonato Brasileiro Série A. De club werd opgericht op 20 augustus 1898 door Portugese immigranten. CR Vasco da Gama is vernoemd naar de beroemde Portugese ontdekkingsreiziger Vasco da Gama. Thuisstadion is het Estádio São Januário, dat 24.584 plaatsen heeft. Soms speelt de club in het grotere Maracanã, met name stadsderby's. De grootste rivaal van CR Vasco da Gama is stadsgenoot CR Flamengo. De wedstrijd tussen beide clubs staat bekend als de Clássico dos Milhões. De derby bij Fluminense wordt de Clássico dos Gigantes genoemd. Vroeger had de club ook een hevige rivaliteit met America, deze wedstrijd was de Clássico da Paz; deze heeft echter aan belang verloren daar America geen topclub meer is.
Hoewel CR Vasco da Gama vooral bekend is voetbalclub, is de club ook actief in andere sporten zoals roeien (de club is zelfs als roeivereniging opgericht) en basketbal. NBA-basketballer Nenê is afkomstig van CR Vasco da Gama.
In 2008 degradeerde de club voor de eerste keer.

## Geschiedenis
Aan het einde van de negentiende eeuw was roeien een van de belangrijkste sporten in Rio de Janeiro. Een aantal jongeren wilde zich niet verplaatsten naar het nabijgelegen Niterói om daar te roeien en besloten een eigen club op te richten. Op 21 augustus 1898 werd zo Club de Regatas Vasco da Gama geboren en noemde men de club naar de Portugese ontdekkingsreiziger. Na een fusie in 1915 met Lusitania Clube werd ook voetbal aan het aanbod toegevoegd.
De club nam deel aan de lagere reeksen van het staatskampioenschap. In 1921 speelde de club voor het eerst in de hoogste klasse. Deze was toen wel opgedeeld in een Série A met de sterkere teams en een Série B met de minder sterkere teams. Nadat de club de Série B won in 1922 kwam ze het jaar erna in de Série A uit. Meteen in het eerste seizoen werd de nieuwkomer kampioen, met zes punten voorsprong op Flamengo. In het team van Vasco speelden blanken, zwarten en mulatten van verschillende sociale klassen. De voetbalbond drong er echter op aan om spelers van de lagere sociale klassen te weren. Toen Vasco dit weigerde verlieten de andere aristocratische topteams Flamengo, Fluminense, Botafogo en America de competitie en richtten een nieuwe competitie op. Vasco was niet de eerste club die zwarte spelers opstelde, maar wel de eerste club die ermee de titel won. De competitie werd opgevuld met enkele tweedeklassers en Vasco werd soeverein kampioen met het maximum van de punten.

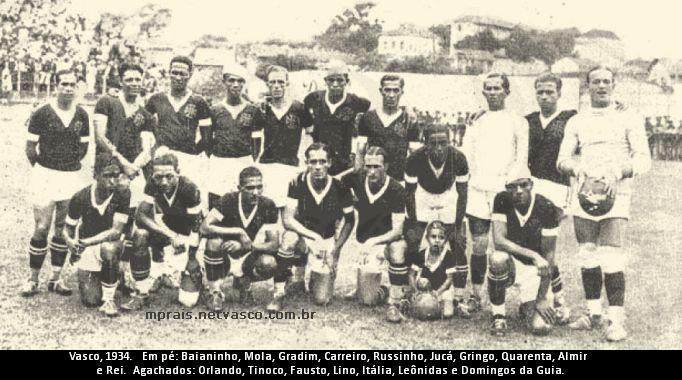
Elftal in 1934

In 1925 werden de racistische bepalingen overboord gegooid en werd Vasco terug in de competitie opgenomen bij de grote clubs en werd nu derde met twee punten achterstand op kampioen Flamengo. Tegen de tijd dat het profvoetbal ingevoerd werd in 1933 speelden er zwarten bij alle grote clubs.
De club won soms een titel, maar beleefde een eerste glorieperiode in de jaren veertig. Van 1945 tot 1952 kon de club vijf keer het staatskampioenschap winnen en in 1948 ook het Zuid-Amerikaanse clubkampioenschap, een voorloper van de Copa Libertadores. De club kreeg de bijnaam Expresso da Vitória. In deze periode speelden bij de club grote namen als Ademir, Moacir Barbosa, Hilderaldo Bellini.
In 1969 scoorde voetballegende Pelé tegen Vasco zijn duizendste goal voor de ogen van 65.157 toeschouwers. In 1974 werd de club voor het eerst landskampioen. In de jaren tachtig speelden er vele goede spelers voor de club zoals Acácio, Geovani Silva, Paulo Roberto, Mazinho, Roberto Dinamite, Tita en Romário. In 1989 en 1997 werd de club opnieuw kampioen. Vasco investeerde zwaar om de Copa Libertadores 1998 tot een goed einde te brengen. De club slaagde erin de finale te bereiken en won deze van het Ecuadoraanse Barcelona. In de finale van de Intercontinentale beker verloren ze echter van Real Madrid. Door de overwinning in de Copa Libertadores mocht de club in 2000 ook nog deelnemen aan het WK voor clubs. Vasco werd, net als landgenoot Corinthians groepswinnaar en plaatste zich voor de finale, die ze na strafschoppen verloren van de club uit São Paulo. Datzelfde jaar won de club nog de Copa Mercosur. Het goede seizoen werd afgesloten met een vierde en tot dusver laatste landstitel.
In seizoen 2008 eindigde de club op een achttiende plaats en degradeerde zo voor het eerst in de geschiedenis uit de hoogste klasse. Tot op dat moment was Vasco een van de enige zes clubs die nooit gedegradeerd was in Brazilië. De club kon de afwezigheid bij de elite beperken tot één seizoen. In 2011 won de club de Copa do Brasil en werd datzelfde jaar vicekampioen in de Série A. In de Copa Sudamericana 2011 bereikte de club de halve finale, waarin ze uitgeschakeld werden door Universidad de Chile. Na nog een vijfde plaats volgde in seizoen 2013 een nieuwe degradatie. Ook nu kon de club de afwezigheid tot één jaar beperken en komt in 2015 opnieuw in de Série A uit. Vasco begon heel slecht aan het seizoen en een degradatie leek lange tijd onafwendbaar. Halverwege het seizoen begon de club aan een goede remonte en maakte tot op de laatste speeldag kans op het behoud, maar na een gelijkspel tegen Coritiba degradeerde de club dan toch opnieuw. In 2016 won de club opnieuw de staatstitel. De club leek lang op weg om ook kampioen te worden in de Série B, maar liet het aan het einde van het seizoen afweten en eindigde derde, wat wel nog voldoende was om meteen terug te keren naar de Série A. Bij de terugkeer eindigde de club op een zevende plaats. Nadat de club in 2018 de degradatie kon vermijden eindigde de club in 2019 in de middenmoot, maar moest het jaar erna opnieuw degraderen. In 2022 promoveerden ze terug naar het hoogste niveau.

## Erelijst
- CONMEBOL Libertadores (1)

1998
- Campeonato Sudamericano de Campeones (1)

1948
- Copa Mercosul (1)

2000
- Torneio Octogonal Rivadavia Corrêa Meyer (1)

1953
- Campeonato Brasileiro (4)

1974, 1989, 1997, 2000
- Copa do Brasil (1)

2011
- Campeonato Brasileiro Série B (1)

2009
- Torneio Rio-São Paulo (3)

1958, 1966, 1999
- Campeonato Carioca (24)

1923, 1924, 1929, 1934, 1936, 1945, 1947, 1949, 1950, 1952, 1956, 1958, 1970, 1977, 1982, 1987, 1988, 1992, 1993, 1994, 1998, 2003, 2015, 2016
- Taça Rio (3)

1992, 1993, 2007
- Torneio Relâmpago (2)

1944, 1946
- Taça dos Campeões Estaduais Rio-São Paulo

1936

## Bekende (oud-)spelers
- Ademir
- Alex
- Augusto
- Sonny Anderson
- Barbosa
- Bebeto
- Bellini
- Brito
- Chico
- Philippe Coutinho
- Danilo
- Roberto Dinamite
- Donato
- Maneca

- Edmundo
- Euller
- Fausto
- Felipe
- Jair
- Ipojucan
- Juninho Paulista
- Juninho Pernambucano
- Luciano
- Mazinho

- Hólger Quiñónez
- Paschoal
- Romário
- Sabará
- Gilson de Souza
- Máximo Tenorio
- Vavá
- Friaça
- Paulinho de Almeida
- Dimitri Payet